# Mohammed Ali Schah

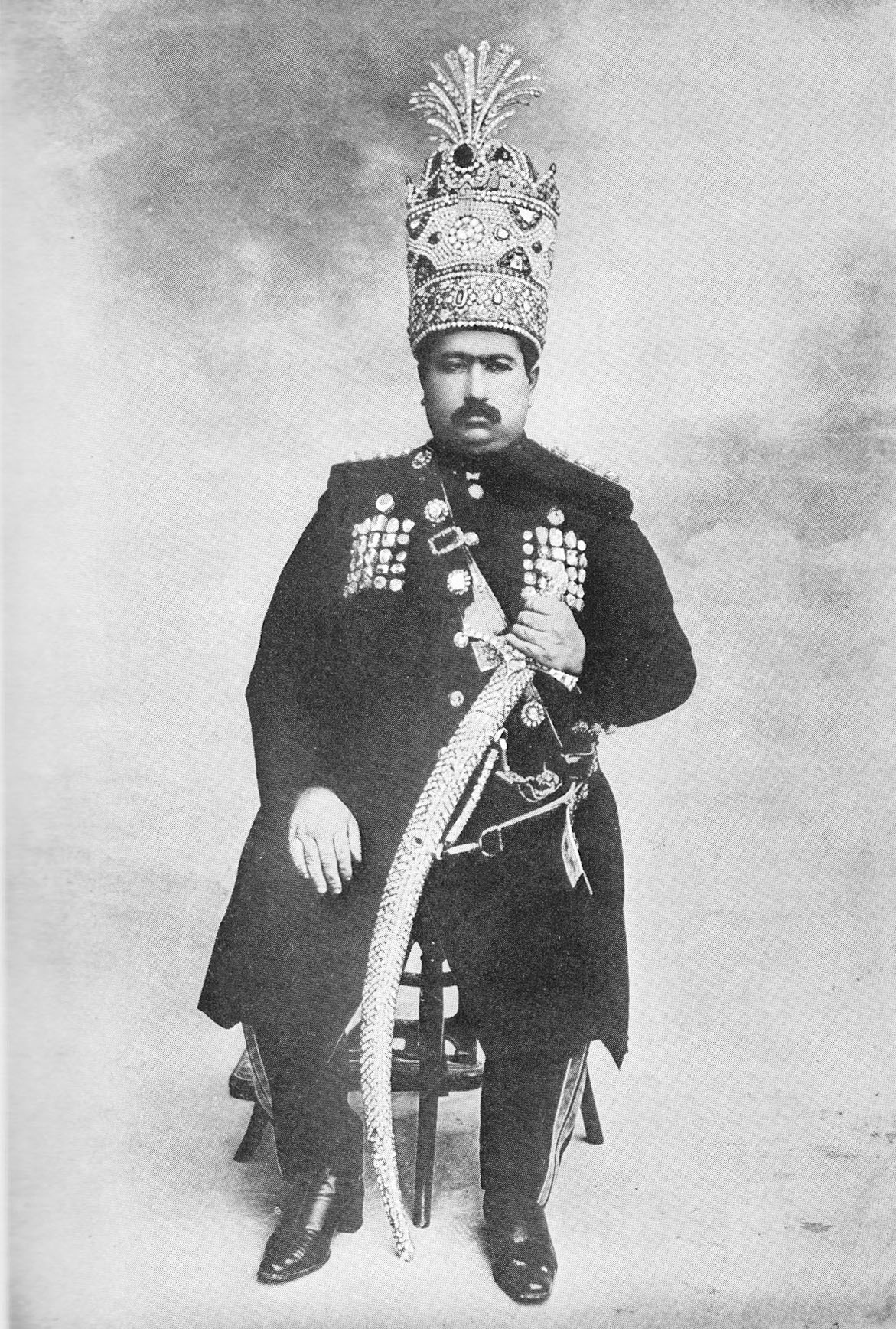
Mohammed Ali Schah, 1907

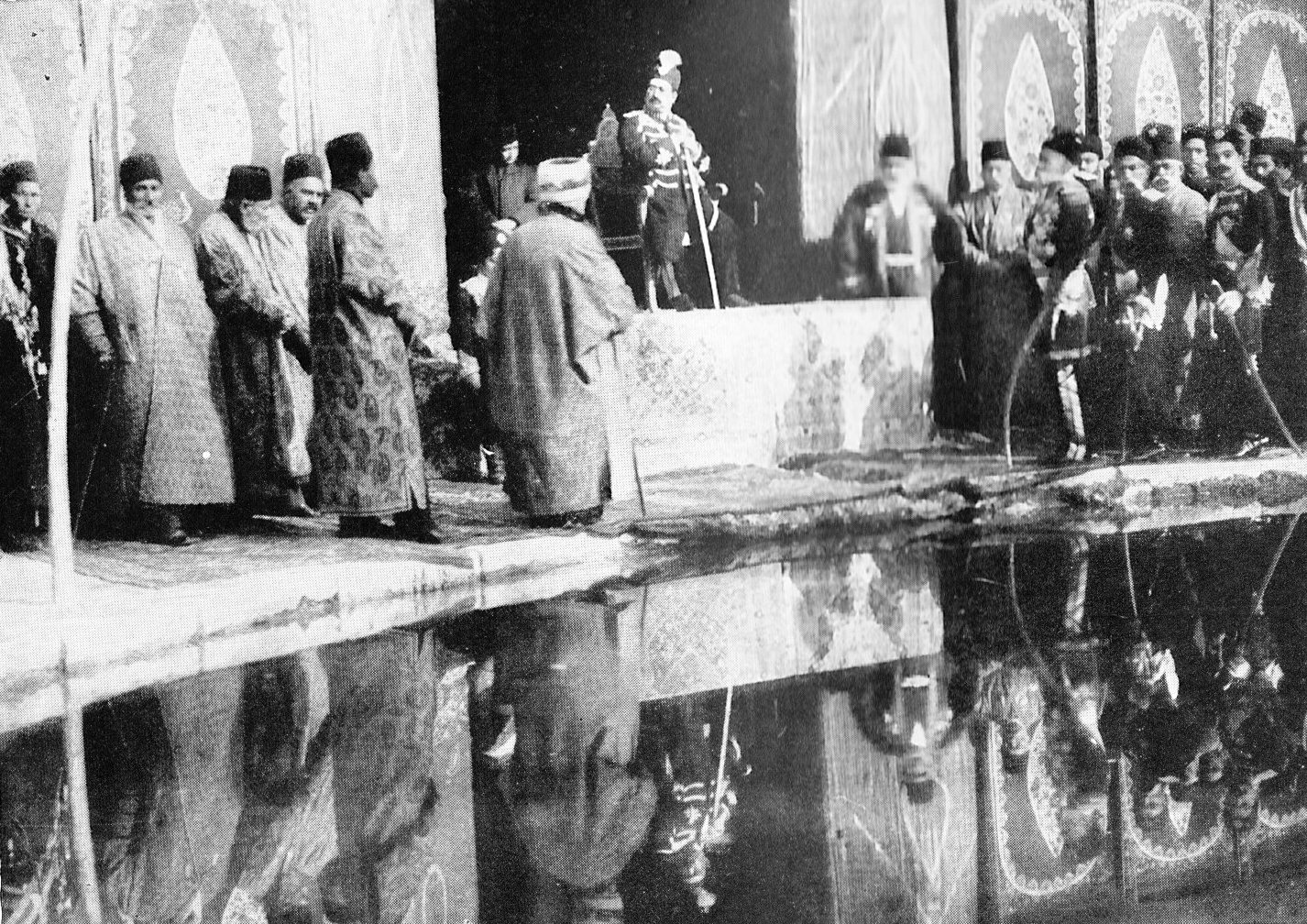
Mohammad Ali Schah und sein Gefolge, 1907

Mohammed Ali Schah oder Mohammad Ali Schah (Kadschar) (persisch محمدعلی شاه; * 21. Juni 1872; † 6. April 1925 in Sanremo) war als sechster Kadscharenkönig von 1907 bis 1909 Schah von Persien. Er war mit zwei Frauen verheiratet, die insgesamt sechs Söhne und zwei Töchter gebaren.

## Thronbesteigung
Am 19. Januar 1907 wurde der Sohn von Mozaffar ad-Din Schah Mohammed Ali zum Schah von Persien gekrönt. Vor seiner Thronbesteigung verwaltete er in seiner Eigenschaft als Kronprinz die Provinz Aserbaidschan in absolutistischer Manier und war nicht gewillt, die absolute Macht eines Schahs mit einem Parlament zu teilen. Er hielt es für einen großen Fehler seines Vaters, einer Verfassung zugestimmt zu haben, und wollte die seit 1906 bestehende konstitutionelle Monarchie wieder in die alte, absolutistische Staatsform zurückverwandeln. Unterstützt wurde er dabei vom konservativen Klerus, der die neu eingeführten demokratischen Institutionen als „zu säkular“ und „zu westlich“ ablehnte. Nationalismus war für den Klerus eine fremde, westliche Idee und mit dem Islam nicht zu vereinbaren. Einige Kleriker hatten zwar die konstitutionelle Revolution unterstützt, taten dies aber vor allem aus dem Widerstand gegen die westlichen Konzessionäre heraus.
Von Beginn an regierte Mohammed Ali Schah ohne Rücksicht auf das Parlament. Er handelte mit Russland und England ein Darlehen über £400.000 aus, rückzahlbar über Steuern und Abgaben, die die Bevölkerung aufzubringen hatten. Um die weitere Verschuldung Persiens im Ausland durch die Kadscharen-Regenten zu beenden, plante das Parlament die Errichtung einer Nationalbank, die die Einnahmen aus Steuern und Zöllen verwalten sollte. Als ersten Schritt in diese Richtung erzwang das Parlament die Entlassung des bisherigen Leiters der Zollverwaltung, eines Belgiers namens Joseph Naus, der seit mehreren Jahren für die Kadscharen-Regenten die Zolleinnahmen verwaltet hatte. Dass es möglich war, den Regenten zu einer Entscheidung zu zwingen, brachte dem Parlament bei der Bevölkerung erhebliches Prestige ein.
In die Regentschaft Mohammed Ali Schahs sollte allerdings ein Vertrag fallen, der eine neue Stufe der Einmischung in die staatliche Integrität Persiens darstellte. Der am 31. August 1907 von den Außenministern Russlands und Großbritanniens unterzeichnete Vertrag von Sankt Petersburg teilte Persien in drei Zonen ein (eine russische, eine britische und eine neutrale). Die russische Zone umfasste das Gebiet nördlich der (groben) Linie Kermānschāh–Yazd–Sarachs, die britische den südöstlichen Teil des Landes (heutiges Iranisch-Belutschistan). Nachdem der Vertrag in Iran im September 1907 bekannt geworden war, kam es zu Demonstrationen und Protesten in ganz Iran.

## Auflösung des Parlaments
Mit Rückendeckung Russlands veranlasste nun Mohammed Ali Schah die Auflösung des Parlaments und die Verhaftung des Premierministers und mehrerer Anführer der konstitutionellen Bewegung. In Aserbaidschan und den nördlichen Provinzen rund ums Kaspische Meer brachen Aufstände aus. Ende des Jahres wurde, nachdem die Ordnung wiederhergestellt war, eine neue Regierung berufen. Im Februar 1908 gab es einen erfolglosen Attentatsversuch auf Mohammed Ali Schah (Eine Bombe wurde auf seine Kutsche geworfen, verletzte ihn aber nicht ernsthaft). Der Streit zwischen dem Regenten und dem Parlament über die zukünftige Politik weitete sich zu einem Machtkampf aus, in den im Juni 1908 Großbritannien und Russland direkt eingriffen. Sie setzten die Regierung und das Parlament unter Druck, den Wünschen des Schahs nachzugeben. Ende Juni 1908 brachen auf den Straßen um das Parlamentsgebäude offene Kämpfe zwischen parlamentstreuen und regierungstreuen Truppen aus. Wenig später brachen auch Straßenkämpfe in Täbris aus. Das ganze Land war in Aufruhr.

## Verlust des Throns
Teile der regulären Truppen unter Führung von Mohammad Vali Khan versagten dem Schah die Gefolgschaft und marschierten von Mazandaran nach Teheran, um die konstitutionelle Bewegung zu unterstützen. Am 22. Juni 1909 standen die „Freiheitskämpfer“, wie sich die Truppen der Konstitutionalisten jetzt nannten, vor Qom, das sie am 8. Juli 1909 einnahmen. Der Weg nach Teheran war frei. Wenig später kam es zu Straßenkämpfen in Teheran zwischen den Truppen der Konstitutionalisten und der schahtreuen Kosakenbrigade. Am 16. Juli 1909 floh Mohammed Ali Schah aus seinem Palast in die russische Botschaft. Noch am selben Tag setzte das Parlament in einer außerordentlichen Sitzung Mohammed Ali Schah zu Gunsten seines Sohnes Ahmad Schah ab und beendete damit die Konstitutionelle Revolution. Mit dem abgesetzten Schah und den Vertretern Russlands und Großbritanniens begannen nun Verhandlungen, zu welchen Bedingungen Mohammed Ali Schah das Land verlassen und die Regierung unter Ahmad Schah anerkannt würde. Einigkeit wurde erzielt, nachdem Mohammed Ali Schah eine Pension von $ 80.000 pro Jahr zugesagt worden war. Am 10. September 1909 verließ Mohammed Ali Schah die russische Botschaft und begab sich mit seiner Familie und seinem zehnköpfigen Harem ins Exil nach Odessa in Russland.
Ahmad Schah, der zur Nachfolge seines Vaters aus Odessa nach Persien zurückgebracht wurde, war zu diesem Zeitpunkt erst zwölf Jahre alt. Aus diesem Grund wurde Ali Reza Khan, genannt Azod al Molk, als Regent eingesetzt, der den Schah bis zu seiner Volljährigkeit vertreten sollte.

## Exil
Im Juni 1911 versuchte Mohammed Ali Schah seinen Thron mit russischer Unterstützung zurückzugewinnen. Er marschierte von Norden in den Iran ein, unterstützt von seinem Bruder Abolfath Mirza Salar al Dowleh, der von Westen aus iranische Gebiete besetzte. Nach heftigen Kämpfen wurden Mohammed Ali Schahs Truppen im September 1911 besiegt. Er zog sich daraufhin zunächst nach Odessa in Russland ins Exil zurück. Später übersiedelte er nach Konstantinopel.
Mohammed Ali Schah starb am 5. April 1925 in Sanremo in Italien. Seine sterblichen Überreste wurden in den Imam-Husain-Schrein in Kerbela (Irak) verbracht.

## Galerie

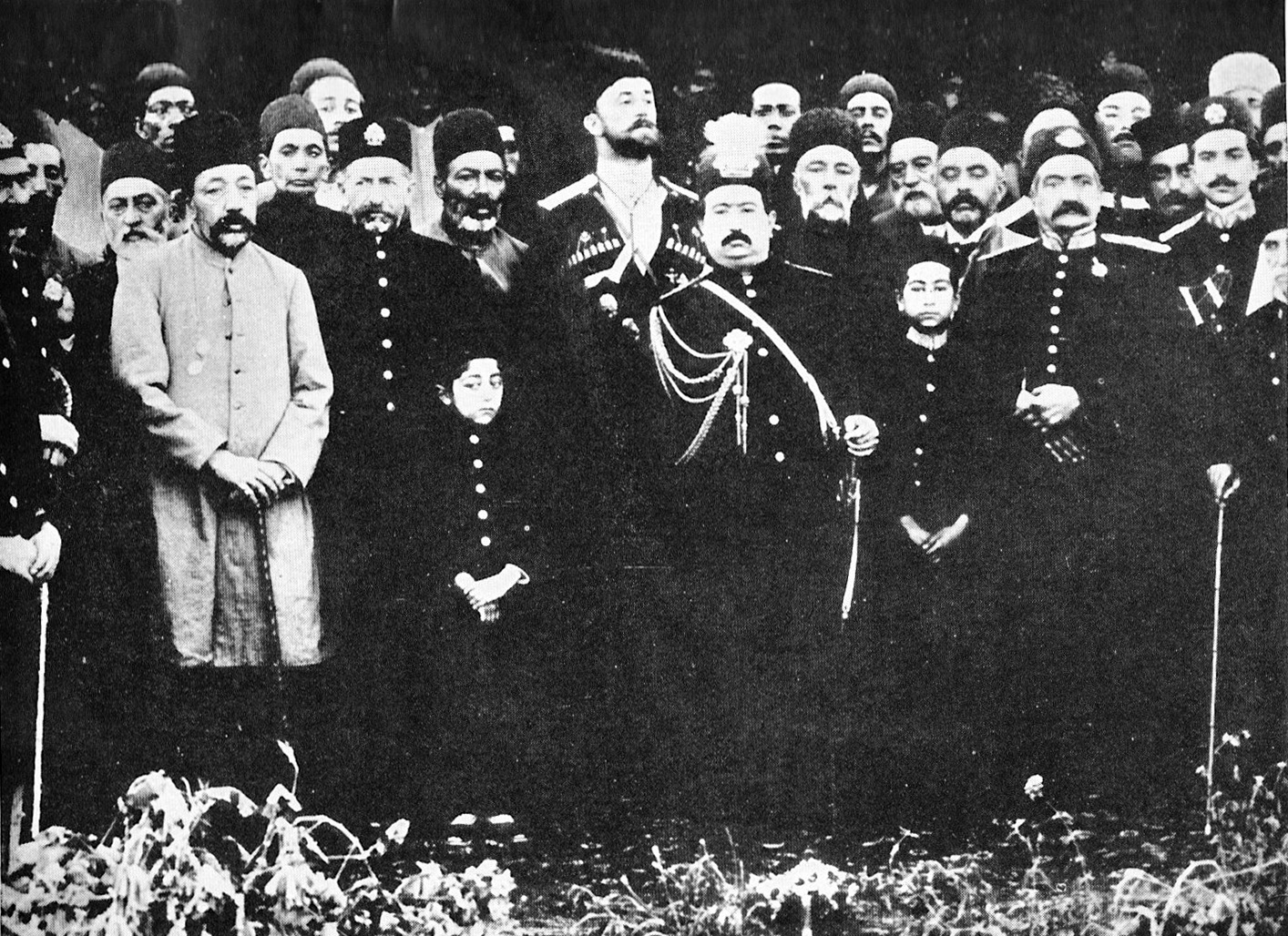
Mohammed Ali Schah mit Gefolge
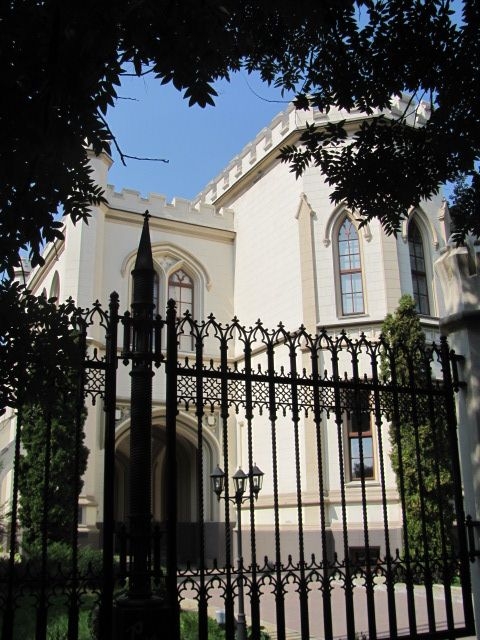
Eingang zum Schah-Palast am Primorskomu-Boulevard
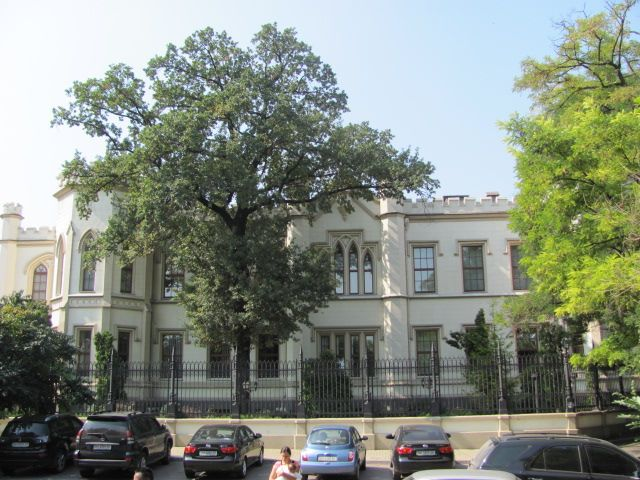
Palast von Mohammed Ali Schah in Odessa